# Schlappoltkopf
Schlappoltkopf är ett berg i Österrike, på gränsen till Tyskland. Det ligger i den västra delen av landet, 500 km väster om huvudstaden Wien. Toppen på Schlappoltkopf är 1 968 meter över havet, eller 60 meter över den omgivande terrängen. Bredden vid basen är 0,49 km.
Terrängen runt Schlappoltkopf är bergig åt sydost, men åt nordväst är den kuperad. Runt Schlappoltkopf är det ganska tätbefolkat, med 96 invånare per kvadratkilometer.. Närmaste större samhälle är Mittelberg, 6,5 km sydväst om Schlappoltkopf. 
I omgivningarna runt Schlappoltkopf växer i huvudsak blandskog.